# Équipe de Bolivie de football à la Coupe du monde 1930

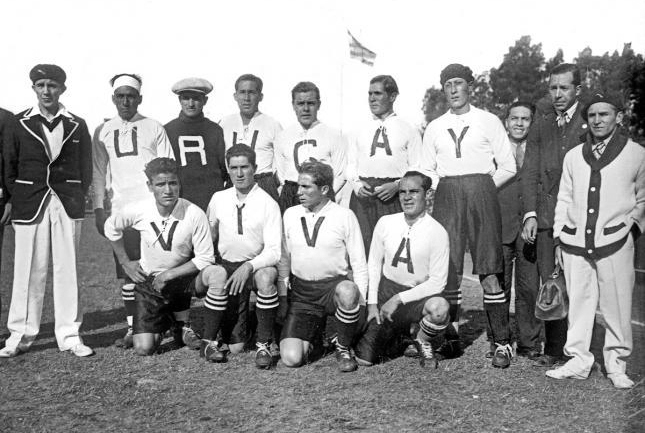
L'équipe de Bolivie, le 17 juillet 1930, avant le match contre la Yougoslavie. Au second rang, de gauche à droite : Argote, Bermúdez, Alborta, Bustamante, Fernández, Chavarría. Au premier rang, de gauche à droite : Lara, Valderrama, Durandal, Gómez.

L'équipe de Bolivie de football est éliminée au premier tour de la coupe du monde de football de 1930.

## Joueurs et encadrement
| Nom                | Nom                  | Club                 | Date de naissance | J.              | Buts            |                 |                 |                 |
| Gardiens de but    | Gardiens de but      | Gardiens de but      | Gardiens de but   | Gardiens de but | Gardiens de but | Gardiens de but | Gardiens de but | Gardiens de but |
| ------------------ | -------------------- | -------------------- | ----------------- | --------------- | --------------- | --------------- | --------------- | --------------- |
| -                  | Jesús Bermúdez       | Oruro Royal          | 24.01.1902        | 2               | 0               | 0               | 0               | 0               |
| -                  | Miguel Murillo       | Club Bolívar         | 24.03.1898        | 0               | 0               | 0               | 0               | 0               |
| Défenseurs         |                      |                      |                   |                 |                 |                 |                 |                 |
| -                  | Casiano Chavarría    | Calavera La Paz      | 03.08.1901        | 2               | 0               | 0               | 0               | 0               |
| -                  | Segundo Durandal     | CS San Jose Oruro    | 17.03.1912        | 2               | 0               | 0               | 0               | 0               |
| -                  | Luis Reyes Peñaranda | Universitario La Paz | ?                 | 0               | 0               | 0               | 0               | 0               |
| Milieux de terrain |                      |                      |                   |                 |                 |                 |                 |                 |
| -                  | Juan Argote          | Club Bolívar         | 1906              | 1               | 0               | 0               | 0               | 0               |
| -                  | Miguel Brito         | Oruro Royal          | ?                 | 0               | 0               | 0               | 0               | 0               |
| -                  | Diógenes Lara        | Club Bolívar         | 06.04.1903        | 2               | 0               | 0               | 0               | 0               |
| -                  | Constantino Noya     | Oruro Royal          | ?                 | 0               | 0               | 0               | 0               | 0               |
| -                  | Renato Sáinz         | The Strongest        | 14.12.1899        | 1               | 0               | 0               | 0               | 0               |
| -                  | Jorge Valderrama     | Oruro Royal          | 12.12.1906        | 2               | 0               | 0               | 0               | 0               |
| Attaquants         |                      |                      |                   |                 |                 |                 |                 |                 |
| -                  | Mario Alborta        | Club Bolívar         | 1904              | 2               | 0               | 0               | 0               | 0               |
| -                  | José Bustamante      | Club Litoral         | 1907              | 2               | 0               | 0               | 0               | 0               |
| -                  | René Fernández       | Alianza Oruro        | 1906              | 2               | 0               | 0               | 0               | 0               |
| -                  | Gumersindo Gómez     | Oruro Royal          | 1907              | 1               | 0               | 0               | 0               | 0               |
| -                  | Rafael Méndez        | Universitario La Paz | 1904              | 2               | 0               | 0               | 0               | 0               |
| -                  | Eduardo Reyes Ortíz  | The Strongest        | 1907              | 0               | 0               | 0               | 0               | 0               |
| Sélectionneur      |                      |                      |                   |                 |                 |                 |                 |                 |
|                    | Ulises Saucedo       |                      | 03.03.1896        |                 |                 |                 |                 |                 |

## Compétition

### Premier tour

#### Yougoslavie-Bolivie
| 17 juillet 1930                     | Yougoslavie | 4 – 0   | Bolivie | Estadio Gran Parque Central (Montevideo)             |                                                      |
| 12 h 45 · Historique des rencontres | Bek 60e, 67e · Marjanović 65e · Vujadinović 86e                                                                     | (0 - 0) | | Spectateurs : 18 306 Arbitrage : Francisco Matteucci | Spectateurs : 18 306 Arbitrage : Francisco Matteucci |
| 12 h 45 · Historique des rencontres | Rapport |         | | Spectateurs : 18 306 Arbitrage : Francisco Matteucci | Spectateurs : 18 306 Arbitrage : Francisco Matteucci |
| 12 h 45 · Historique des rencontres | Jakšić - Ivković , Mihajlović - Arsenijević, Stefanović, Đokić - Tirnanić, Marjanović, Bek, Vujadinović, Najdanović | Équipes | Bermúdez - Durandal, Chavarría - Argote, Lara, Valderrama - Gómez, Bustamante, Méndez , Alborta, Fernández | Spectateurs : 18 306 Arbitrage : Francisco Matteucci | Spectateurs : 18 306 Arbitrage : Francisco Matteucci |

#### Brésil-Bolivie
| 20 juillet 1930                     | Brésil | 4 – 0   | Bolivie | Stade Centenario (Montevideo)                  |                                                |
| 13 h 00 · Historique des rencontres | Moderato 37e, 73e · Preguinho 67e, 83e                                                                               | (1 - 0) | | Spectateurs : 25 466 Arbitrage : Thomas Balvay | Spectateurs : 25 466 Arbitrage : Thomas Balvay |
| 13 h 00 · Historique des rencontres | Rapport |         | | Spectateurs : 25 466 Arbitrage : Thomas Balvay | Spectateurs : 25 466 Arbitrage : Thomas Balvay |
| 13 h 00 · Historique des rencontres | Velloso - Zé Luiz, Itália - Hermógenes, Fausto, Fernando - Benedicto, Russinho, Carvalho Leite, Preguinho , Moderato | Équipes | Bermúdez - Durandal, Chavarría - Sáinz, Lara, Valderrama - Reyes Ortíz, Bustamante, Méndez , Alborta, Fernández | Spectateurs : 25 466 Arbitrage : Thomas Balvay | Spectateurs : 25 466 Arbitrage : Thomas Balvay |

#### Classement
| Rang | Équipe      | Pts | J | G | N | P | Bp | Bc | Diff |  | Résultats (▼ dom., ► ext.) |  |     |     |
| ---- | ----------- | --- | - | - | - | - | -- | -- | ---- |  | -------------------------- |  | --- | --- |
| 1    | Yougoslavie | 4   | 2 | 2 | 0 | 0 | 6  | 1  | +5   |  | Yougoslavie                |  | 2-1 | 4-0 |
| 2    | Brésil      | 2   | 2 | 1 | 0 | 1 | 5  | 2  | +3   |  | Brésil                     |  |     | 4-0 |
| 3    | Bolivie     | 0   | 2 | 0 | 0 | 2 | 0  | 8  | -8   |  | Bolivie                    |  |     |     |